# Coupe CECAFA des nations 1985
Navigation
Ouganda 1984 Éthiopie 1987
La Coupe CECAFA des nations 1985 est la treizième édition de la Coupe CECAFA des nations qui a eu lieu au Zimbabwe du 4 au 13 octobre 1985. Les nations membres de la CECAFA (Confédération d'Afrique centrale et de l'Est) sont invitées à participer à la compétition.
C'est le pays organisateur, le Zimbabwe, qui remporte la compétition en s'imposant en finale face au Kenya. Le Malawi monte sur la troisième marche du podium. C'est le tout premier titre de champion de la CECAFA de la sélection zimbabwéenne.

## Équipes participantes
- Zimbabwe - Organisateur
- Zambie - Tenant du titre
- Tanzanie
- Malawi
- Ouganda
- Kenya

## Compétition

### Premier tour

#### Groupe A
| Rang | Équipe   | Pts | J | G | N | P | Bp | Bc | Diff |  | Résultats (▼ dom., ► ext.) |  |     |     |
| ---- | -------- | --- | - | - | - | - | -- | -- | ---- |  | -------------------------- |  | --- | --- |
| 1    | Kenya    | 3   | 2 | 1 | 1 | 0 | 4  | 3  | +1   |  | Kenya                      |  | 1-1 | 3-2 |
| 2    | Zimbabwe | 3   | 2 | 1 | 1 | 0 | 2  | 1  | +1   |  | Zimbabwe                   |  |     | 1-0 |
| 3    | Tanzanie | 0   | 2 | 0 | 0 | 2 | 2  | 4  | -2   |  | Tanzanie                   |  |     |     |

#### Groupe B
| Rang | Équipe  | Pts | J | G | N | P | Bp | Bc | Diff |  | Résultats (▼ dom., ► ext.) |  |     |     |
| ---- | ------- | --- | - | - | - | - | -- | -- | ---- |  | -------------------------- |  | --- | --- |
| 1    | Malawi  | 3   | 2 | 1 | 1 | 0 | 3  | 2  | +1   |  | Malawi                     |  | 1-0 | 2-2 |
| 2    | Ouganda | 2   | 2 | 1 | 0 | 1 | 3  | 1  | +2   |  | Ouganda                    |  |     | 3-0 |
| 3    | ZambieT | 1   | 2 | 0 | 1 | 1 | 2  | 5  | -3   |  | ZambieT                    |  |     |     |

### Demi-finales
| 11 octobre 1985 | Zimbabwe  | 1 - 0 | Malawi | Harare |
|                 | Tauro 38e |       |        |        |

| 11 octobre 1985 | Kenya | 0 - 0 tab | Ouganda | Harare |  |
|                 |       |           |         |        |  |

### Match pour la3eplace
| 12 octobre 1985 | Malawi | 3 - 1 | Ouganda | Harare |  |
|                 |        |       |         |        |  |

### Finale
| 13 octobre 1985 | Zimbabwe                | 2 - 0 | Kenya | Rufaro Stadium, Harare |                      |
|                 | Tauro 70e · Mpariwa 88e |       |       | Spectateurs : 32 000   | Spectateurs : 32 000 |

| Vainqueur Coupe CECAFA 1985 Zimbabwe 1er titre |

## Sources et liens externes
- (en) Feuilles de matchs et infos sur RSSSF